# Juan de Peñaloza
Juan de Peñaloza y Benavides, (auch Peñalosa) (* um 1625 in Molina de Aragón, Spanien; † 1. März 1709 in Lima, heute Peru) war ein spanischer Jurist und Kolonialverwalter, der als Vizekönig von Peru amtierte.

## Leben
Peñaloza stammte aus Spanien und entstammte dem niederen Adel. Seine Eltern waren Juan de Peñaloza und Jerónima Manuela de Benavides. Er erhielt in Spanien eine juristische Ausbildung. Er ging 1660 nach Südamerika und amtierte zunächst als fiscal an der Real Audiencia de Quito. 1671 wechselte er an die Real Audiencia von Lima, wo er später zum Oidor befördert wurde.
Als der Vizekönig Melchor Portocarrero Lasso de la Vega im September 1705 starb, übernahm Peñaloza das Amt interimistisch als Präsident und dienstältester Oidor.
Seine Amtszeit dauerte knapp zwei Jahre und war nach innen von einem strikten Sparkurs bestimmt. Außenpolitisch galt es, die Folgen des Spanischen Erbfolgekrieges abzufedern.
Im Juli 1707 übergab Peñaloza das Amt des Vizekönigs an seinen aus Spanien entsandten regulären Nachfolger Manuel de Oms y de Santa Pau. Ehrenhalber wurde er 1708 zum Consejero de Su Majestad ernannt und starb im Jahr darauf.